# 27930 Nakamatsu
27930 Nakamatsu este un asteroid din centura principală de asteroizi.

## Descriere
27930 Nakamatsu este un asteroid din centura principală de asteroizi. A fost descoperit pe 2 aprilie 1997 la Socorro, New Mexico, în cadrul proiectului LINEAR. Asteroidul prezintă o orbită caracterizată de o semiaxă mare de 2,56 ua, o excentricitate de 0,05 și o înclinație de 6,8° în raport cu ecliptica.